# Hemipenthes ditaenia
Hemipenthes ditaenia är en tvåvingeart som först beskrevs av Christian Rudolph Wilhelm Wiedemann 1828.  Hemipenthes ditaenia ingår i släktet Hemipenthes och familjen svävflugor. Inga underarter finns listade i Catalogue of Life.